# Хантингтон (Индиана)
Хантингтон (англ. Huntington) — город и административный центр округа Хантингтон в штате Индиана США.

## Описание
Город Хантингтон — центр (1834 г.) округа Хантингтон, центральная Индиана, США. Расположен на реке Литл-Уобаш, недалеко от ее слияния с Уобашем, в 39 км к юго-западу от Форт-Уэйна. Первоначальное место (развилки Уобаша) было деревней Майами (домом вождя Майами Жана Батиста Ричардвиля и его преемника Фрэнсиса Лафонтена), где было подписано множество договоров с коренными американцами; оно было известно как Вепешанж («Место кремней»). Поселение, которое там возникло, было переименовано в 1831 году в честь Сэмюэля Хантингтона, члена Первого Континентального конгресса.

## Население
| 2010   | 2020    |
| ------ | ------- |
| 17 391 | ↘17 022 |